# Ospedale di Saint Mary
L'ospedale di Saint Mary è un ospedale universitario di Londra, situato nel quartiere di Paddington, nella città di Westminster. Fu fondato nel 1845 ed è noto come il luogo di nascita di molti reali. Fu uno degli ultimi ospedali londinesi ad essere costruito grazie alle donazioni di filantropi inglesi. Il suo nome deriva dall'omonima chiesa situata nel quartiere.

## La fondazione e i primi anni
L'idea di fondare il Saint Mary nacque dalla preoccupazione di un gruppo di gentiluomini per la qualità della vita nella zona di Londra dove vivevano: West London. Questi filantropi credevano che fosse necessaria la costruzione di un ospedale per mostrare che il distretto di Paddington poteva offrire servizi civici adeguati ai cittadini. All'epoca, ogni anno morivano 4500 persone, tra le quali vi erano soprattutto lavoratori che non potevano mantenersi durante la malattia. Nel marzo del 1843, fu convocata una riunione in una scuola parrocchiale di Tichborne Street: settanta uomini e due donne stanziarono 1200£ per la costruzione di un nuovo ospedale e venne eletto un comitato provvisorio che sostenne la creazione di un reparto di maternità. Si iniziò a costruire una volta raccolte 15.000£. Nel 1845 il principe Alberto pose la prima pietra per iniziare i lavori di costruzione. Il primo Presidente dell'ospedale fu il Duca di Cambridge e furono nominati quattro amministratori: il reverendo Campbell, Henry Kemshead, il capitano Madan e B.B. Cabbel.

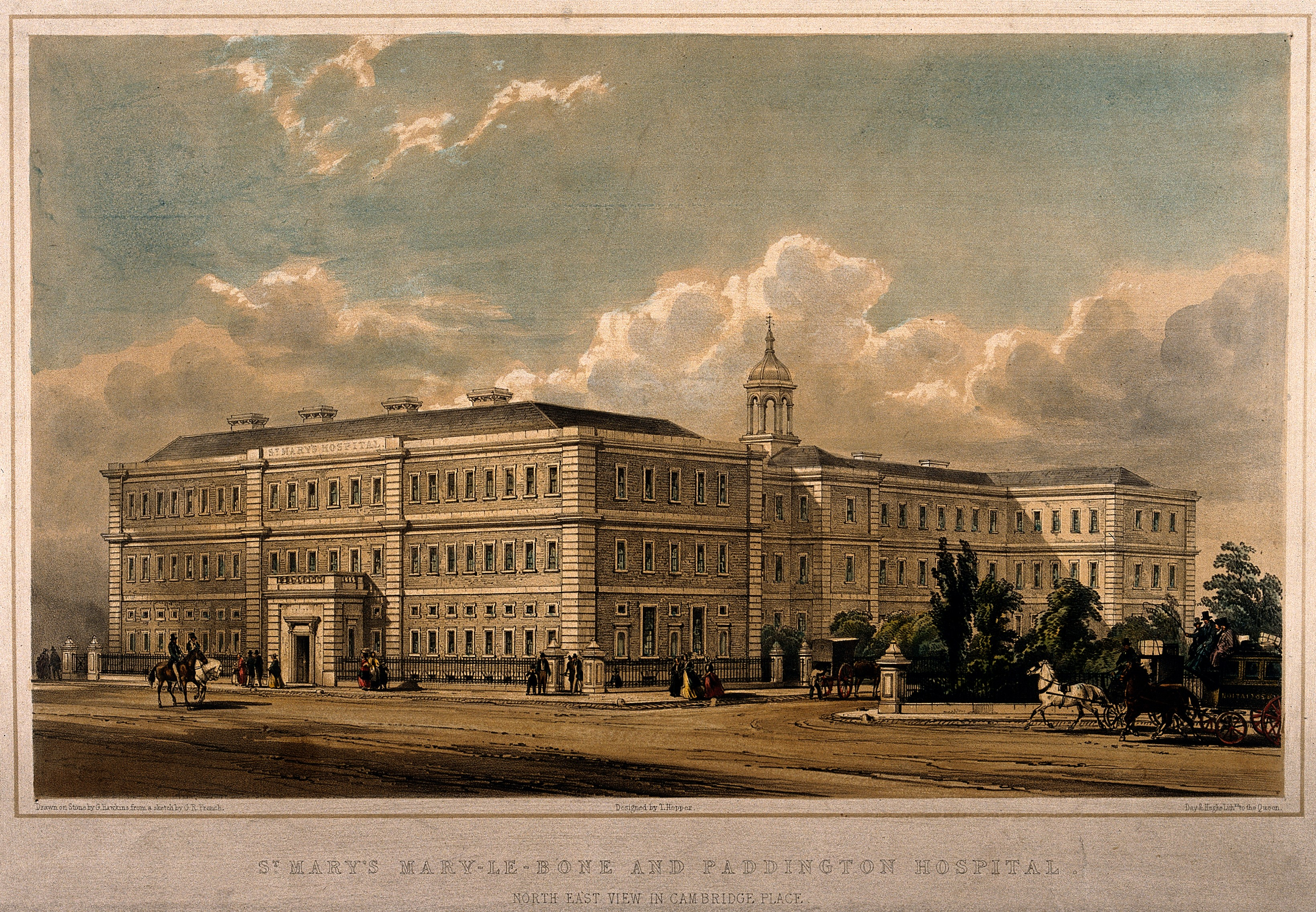
Ospedale Saint Mary.Veduta da nord-est, Londra (1852)

Il Saint Mary fu il primo ospedale londinese a stabilire un programma che avrebbe permesso, grazie alle cartelle cliniche, di rintracciare le epidemie in tutto il distretto di Paddington. Infatti, nel 1859, quando Florence Nightingale iniziò la sua campagna per riformare gli ospedali e chiese all'ufficiale di Stato un aiuto per ottenere statistiche mediche, le venne consigliato il Saint Mary. Nel 1846 venne progettato il college e furono imposte regole di comportamento per i pazienti, gli infermieri e il resto del personale.
I chirurghi fondatori del Saint Mary furono Samuel Lane e William Coulson. La prima operazione fu eseguita nel luglio 1985,  quando William Coulson rimosse un calcolo dalla vescica di un bambino. Alla fine del 1851 il St. Mary si era occupato di 348 pazienti con una percentuale di guarigione del 90% (mortalità del 10%). Nel 1852 nessuna partoriente morì e le operazioni chirurgiche restarono poche numerose, finché la sepsi non divenne una condizione evitabile: proprio per questo solo un giorno della settimana (il mercoledì) era dedicato agli interventi chirurgici.

## La scuola medica
La scuola medica del Saint Mary aprì ufficialmente nel 1854. Di solito il personale adulto teneva le lezioni generali e i corsi pratici ausiliari erano affidati agli assistenti. Nel corso degli anni nuove materie furono inserite nel programma di studi: l'istologia (1864), la psichiatria (1867), la medicina militare (come conseguenza dello scoppio della guerra di Crimea). La scuola disponeva persino di un museo finanziato dalle opere della scuola anatomica di Samuel Lane, insegnante di anatomia al Saint Mary. La scuola medica divenne un emblema per le altre scuole di medicina inglesi poiché rifiutava l'apprendimento sistematico o teorico e mirava alla creazione di un'università che ruotasse intorno alla clinica e alla pratica medica.

### La didattica di Lord Moran
Lo sviluppo dell'insegnamento medico portò ad un indubbio miglioramento del sistema universitario dell'Inghilterra. A ciò successe un conseguente miglioramento della ricerca scientifica. Con il passare del tempo, l'ampliamento e la specializzazione del sapere medico imposero l'introduzione di corsi più tecnici. Questo clima influenzò anche la scuola del Saint Mary.
Il periodo del primo dopoguerra fu fondamentale per la crescita dell'università. Durante gli anni 20 Charles Wilson, il futuro Lord Moran e medico privato di Winston Churchill, iniziò a commercializzare la scuola di medicina del Saint Mary a importanti uomini d'affari e personaggi pubblici e a promuovere borse di studio. Infatti, quando divenne rettore, la scuola si trovava in uno stato di decadenza, ridotta così da una più ampia crisi dell'educazione medica e da una serie di cattive nomine. Lo studente W.W. Sargant dichiarò: 
(William Walters Sargant)

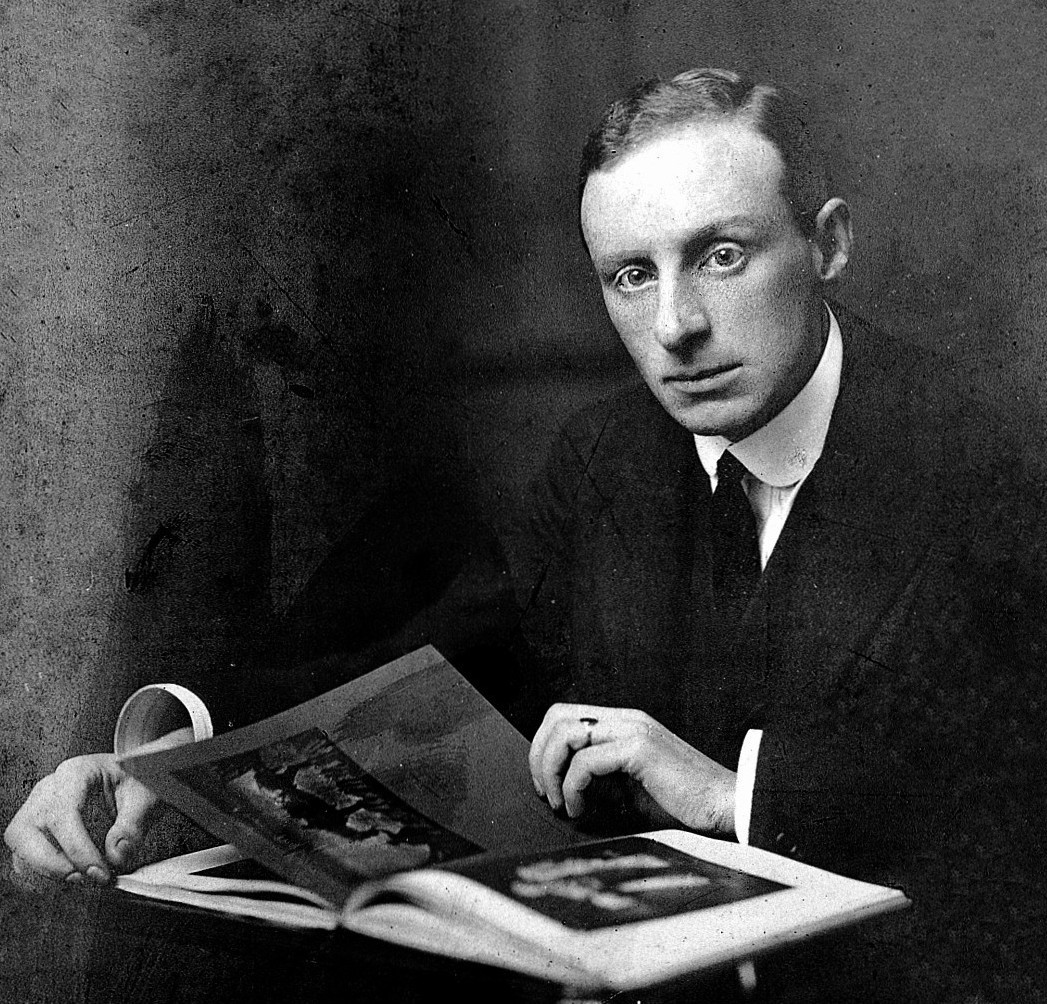
Lord Moran (1882-1977)

Erano necessari nuovi laboratori didattici più grandi, aule per seminari, strutture per studenti e una biblioteca. Moran ottenne abbastanza soldi dai benefattori per costruire una nuova scuola in un sito separato e poco lontano dall'ospedale: all'inizio degli anni trenta il Saint Mary aveva ormai una scuola di medicina e un complesso di scienze mediche all'avanguardia.
Inoltre, le borse di studio di Moran iniziarono ad attirare notorietà quando furono ridicolmente etichettate come “borse di studio di rugby”. Molti non sarebbero potuti entrare nella facoltà di medicina senza le borse di studio: Stanley Peart era uno di loro. Quest'ultimo venne invitato a un colloquio da Moran, il quale, ignorando i suoi voti, gli chiese a che velocità corresse i cento metri. Peart sfacciatamente rubò quasi un quarto di secondo dal suo tempo migliore e così gli venne offerta una borsa di studio. I suoi successi accademici superarono notevolmente quelli del campo da rugby: divenne Sir Stanley Peart, professore di medicina al Saint Mary.
Dal punto di vista didattico, Moran ridusse le ore di lezioni teoriche e incrementò quelle di pratica medica. Tuttavia, ben presto tutti si accorsero che questo programma era precario e poco organizzato. Per questo motivo fu ideato un programma di insegnamento denominato “problem-based learning”. L'idea era quella di un insegnamento che avesse una componente teorica e che contemporaneamente incoraggiasse gli studenti ad imparare da soli, con poca supervisione dei docenti. Inoltre, gli esami si svolgevano sulla base di minori conoscenze, permettendo così agli studenti di dedicarsi maggiormente alla pratica e ad altre attività intellettuali.

### Metodi di selezione e di ammissione
Per quanto riguarda il sistema di selezione degli alunni del Saint Mary, esso mutò negli anni. Il metodo di selezione del rettore Moran si basò sulla meritocrazia, ma anche sull'elitarismo: per realizzare il suo progetto di omogeneizzazione, egli escluse uomini di altre etnie e donne.
Il calo del numero degli studenti divenne acuto durante la prima guerra mondiale. Nonostante il conto corrente della scuola fosse scoperto di oltre £1000 e il fallimento incombesse, nel dicembre 1915 il personale del Saint Mary votò contro l'ammissione delle donne.
Tuttavia, quattro mesi dopo, le donne iniziarono a camminare nei corridoi del Saint Mary. Non era la prima volta che le donne si avvicinavano al Saint Mary: nel febbraio 1914 il consiglio di amministrazione dell'ospedale aveva deciso di accettare donne qualificate in un corso di venereologia. Le donne quindi si insinuarono gradualmente al Saint Mary, anche se spesso i risultati dei loro lavori risultano scomparsi dalla documentazione storica. Nel secondo dopoguerra le donne e le minoranze etniche diventarono così membri a pieno titolo della comunità del Saint Mary.
Nel 1979, Peter Richards, rettore dell'università, cambiò totalmente i metodi di ammissione. Mentre per Lord Moran, un bravo rettore sapeva riconoscere ad occhio un bravo studente, Richards riteneva che questo metodo potesse essere influenzato da pregiudizi. Per questo motivo propose ai suoi studenti dei questionari, che non erano basati solo su conoscenze prettamente tecniche, bensì anche su esperienze e interessi personali. Ben presto Richards coinvolse anche la BBC nelle operazioni di selezione dei suoi studenti, la quale creò un programma che seguiva i medici del Saint Mary in tutto il loro percorso universitario. Il programma è intitolato Doctors to Be, e va in scena ancora oggi.

## Reparto di patologia
Inizialmente quello di patologia era uno dei dipartimenti meno sviluppati dell'ospedale. Tuttavia, dopo che Pasteur ebbe sviluppato i vaccini contro la rabbia e l'antrace, aumentò l'interesse per i meccanismi che regolano la risposta immunitaria. Anche il St. Mary, come policlinico universitario, necessitava di assumere patologi e batteriologi specializzati. Furono costruiti nuovi laboratori di patologia più attrezzati e l’ospedale inserì nel programma di studio nuove lezioni di batteriologia pratica. Agli inizi del ventesimo secolo, il dipartimento diventò un vero e proprio baluardo di ricerca nell’ambito della patologia e della batteriologia. Nel 1896 la scuola assunse H.G. Plimmer e due ex studenti, F.J.Poynton e A. Paine: mentre questi svolgevano le lezioni, Plimmer si dedicava alla ricerca.  Ecco perché Plimmer scrisse del St. Mary: 
(Henry George Plimmer)
 Plimmer, Paine e Poynton avanzarono ipotesi sull'origine batterica di alcune malattie considerate non batteriche fino ad allora: il cancro e la febbre reumatica. Per continuare su questa linea di ricerca Plimmer lasciò la docenza al St. Mary; invece nel 1900 Paine e Poynton annunciarono di aver isolato il diplococco responsabile della febbre reumatica. Questa scoperta spinse William Osler e Clifford Allbutt ad annoverare sui libri di testo la malattia tra quelle di origine batterica. In seguito, fu Almroth Wright a dare lustro al dipartimento di patologia del St. Mary.

### Almroth Wright

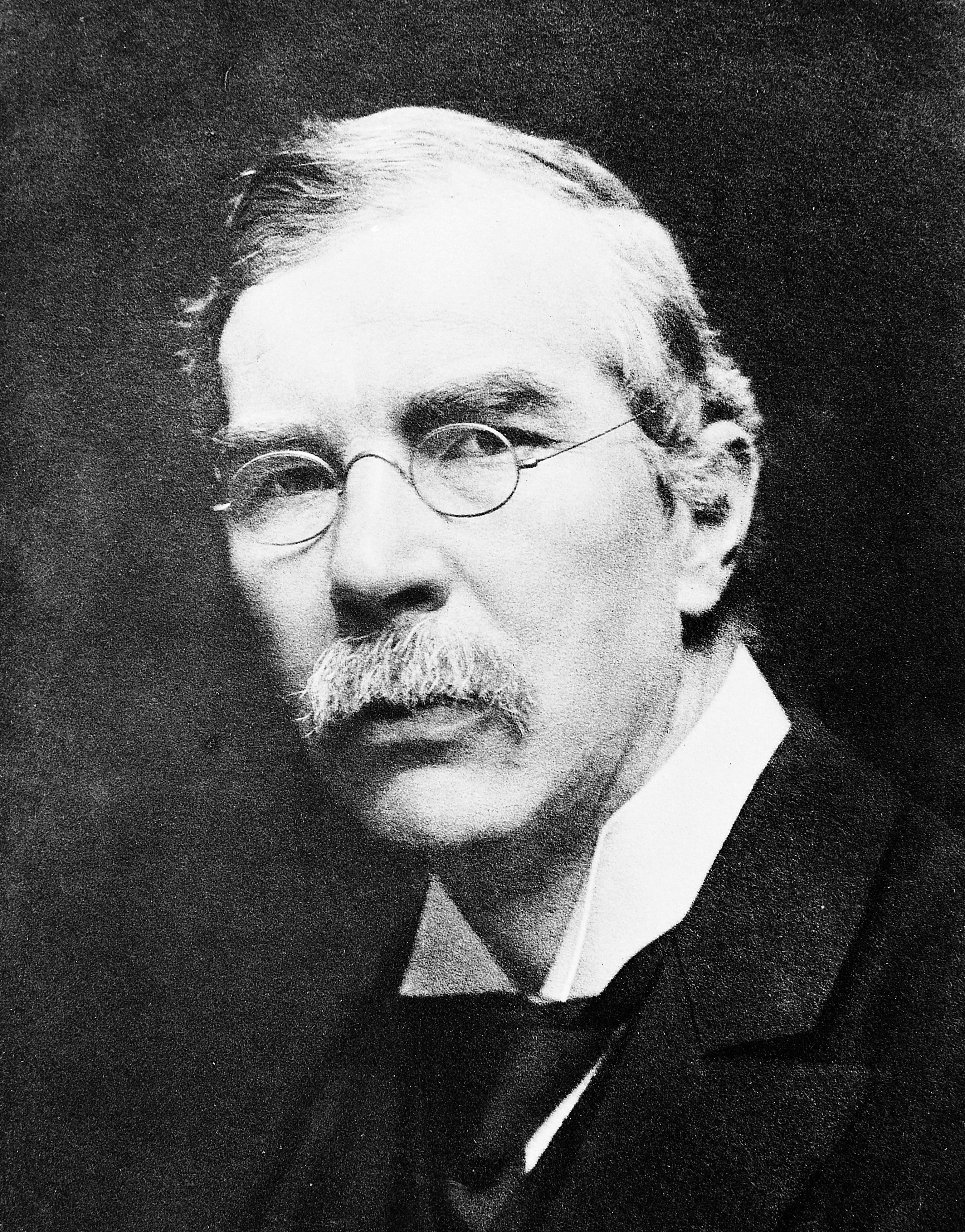
Almroth Wright (1861-1947)

Quando Almroth Wright fu assunto al St. Mary, egli godeva già di una certa fama in Inghilterra. Infatti, si era dedicato allo studio della coagulazione del sangue, mettendo a punto test diagnostici per il tifo e la febbre maltese e sintetizzando un vaccino contro il tifo.
Dopo l’arrivo di Wright al St.Mary, quattro piccole stanze dell’ospedale furono convertite in un unico grande laboratorio, attrezzato con centrifughe, autoclavi, incubatrici, sterilizzatori, microtomi. Qui egli elaborò una nuova teoria sull’azione battericida delle cellule del sangue.
All’epoca, infatti, la scuola francese riteneva che i leucociti fossero responsabili dell’uccisione dei patogeni nell’organismo; al contrario la scuola tedesca attribuiva tale ruolo al siero del sangue. Tramite centrifugazione, Wright separò il siero dalla parte corpuscolare del sangue e dimostrò che l’azione battericida è svolta principalmente dai leucociti. Tuttavia, egli mostrò come il siero facilitasse l’azione dei leucociti: Wright definì il ruolo del siero come “effetto opsonico” e chiamò opsonine quelle proteine del siero che ricoprono tale ruolo. Fu così che iniziò a misurare in laboratorio il potere opsonico del sangue dei pazienti (indice opsonico).
Nel 1905, il St. Mary gli offrì la possibilità di costruire un reparto di inoculazione terapeutica nella nuova ala (Clarence Wing) a patto di pagare ottocento sterline all’anno: l'accordo era prevalentemente di natura economica dal momento che l’ospedale non poteva permettersi di aprire la nuova ala al pubblico. Wright ottenne finanziamenti da numerosi filantropi facoltosi inglesi e poté affittare cinque stanze della nuova ala: furono realizzati due nuovi laboratori per le attività di ricerca quotidiane e uno per le lezioni rivolte agli studenti dal St. Mary. Inoltre, Wright assunse due assistenti: Captain Douglas e John Freeman.
Ben presto, il dipartimento fu oberato di lavoro dovendosi dedicare sia alla conta degli indici opsonici che alla sperimentazione clinica: si pensi che nel 1907, lo staff del dipartimento, ormai costituito da sette assistenti, calcolò 16 399 indici opsonici. Negli anni successivi lo staff fu ampliato ulteriormente con l’assunzione di altri tre assistenti.
Alla fine degli anni venti del novecento Wright era ormai considerato un “Grand Old Man” al St. Mary.

### Alexander Fleming

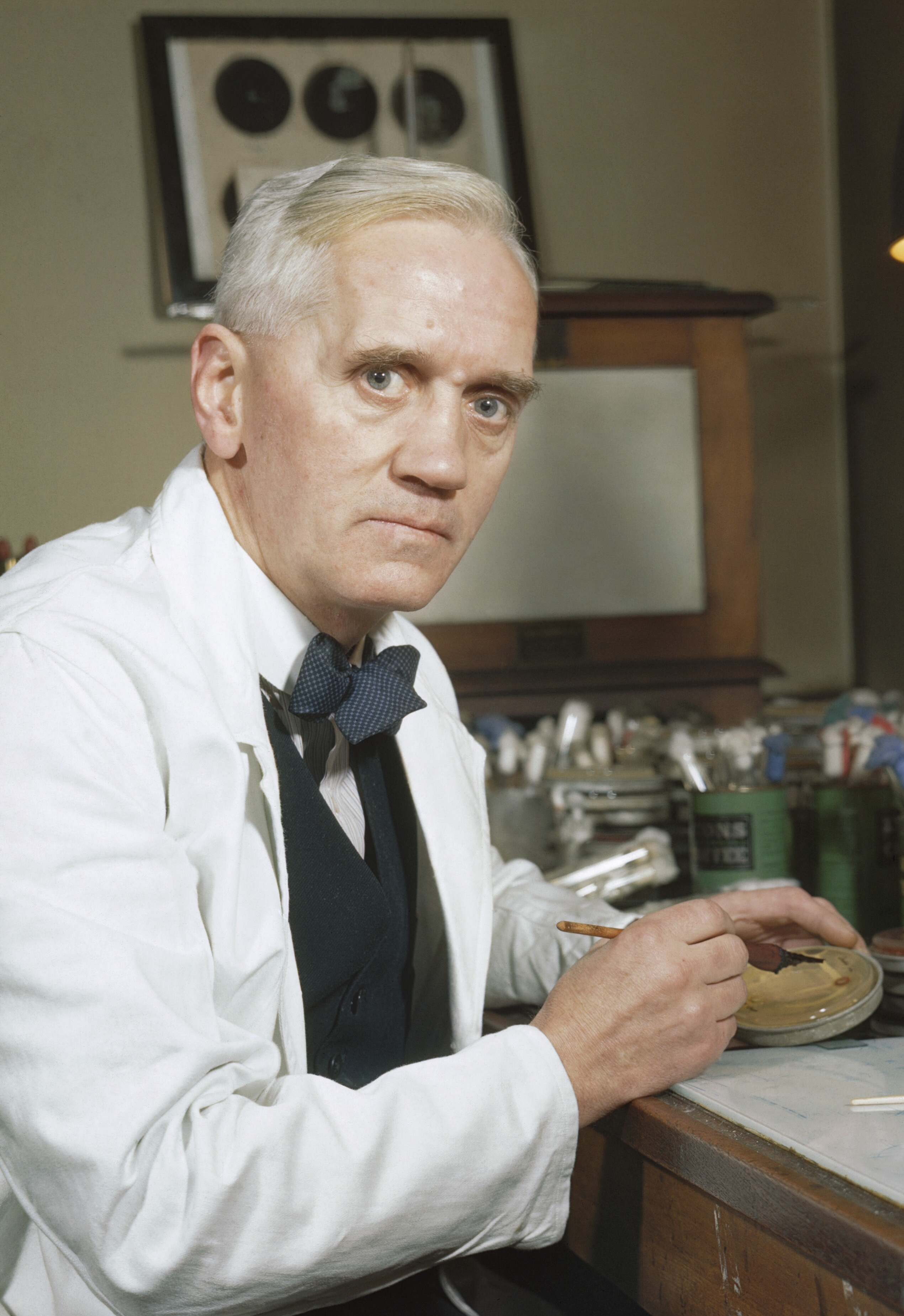
Alexander Fleming (1881-1955)

La figura di Alexander Fleming è esemplificativa delle opportunità che un ospedale come il St. Mary poteva offrire a giovani intelligenti e motivati. Da giovane Fleming lavorò per un periodo come impiegato in un ufficio spedizioni, ma alla morte del padre utilizzò la sua eredità per pagarsi gli studi di medicina.
All’inizio studiò presso il College of Preceptors; in seguito, si iscrisse alla scuola medica del St. Mary e si qualificò come il miglior studente del suo anno.
Fleming desiderava diventare un chirurgo: tuttavia, quando il dipartimento di patologia gli offrì un impiego, Fleming accettò e da quel momento non lasciò mai il reparto, diventando il braccio destro di Almroth Wright. Quando Wright morì nel 1947, Fleming gli succedette come direttore del dipartimento, ribattezzato Wright-Fleming Institute. Egli si dimise dalla carica di direttore nel 1955 e fu sostituito da Robert Cruickshank, il quale aveva inventato un test per identificare i portatori di stafilococco aureo.
Fleming è stato sicuramente uno dei dipendenti più abili del St. Mary: contava gli indici opsonici con una dimestichezza che nessun altro batteriologo aveva mai dimostrato ed era un maestro di tecniche laboratoriali.

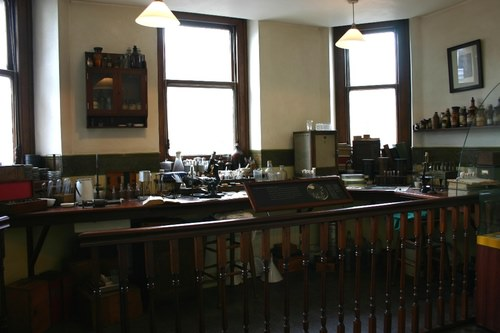
Laboratorio di Fleming al St.Mary (2011)

Proprio all’ospedale St. Mary, Fleming svolse due importanti ricerche. Studiò, infatti, gli effetti battericidi del lisozima (1922) e il 3 settembre 1928 scoprì la penicillina, che da allora avrebbe giocato un ruolo fondamentale nella lotta contro le infezioni batteriche. Pare che al ritorno da una vacanza, Fleming notò che in una delle capsule petri lasciate in laboratorio la proliferazione di una muffa aveva impedito lo sviluppo della coltura batterica. La penicillina doveva essersi formata nel terreno di coltura prima che i batteri fossero impiantati. Fleming, pur avvertendo la portata di una simile scoperta, si rese conto che utilizzare la penicillina come farmaco nella sua forma corrente non avrebbe dato risultati: infatti, se iniettata nel sangue animale, essa scompariva in pochi minuti. Inoltre, ancora non si riusciva ad isolare il fungo da impurità e da pirogeni che avrebbero causato malattie gravi se iniettati nell’organismo.
Negli anni seguenti, la stanza in cui Fleming scoprì la penicillina fu utilizzata come stanza da letto per gli specializzandi: pare che lo stesso figlio di Fleming, Robert, vi abbia dormito quando era ancora uno studente di medicina. Oggi, il laboratorio è stato ricreato così come doveva essere all’epoca di Fleming ed è diventato un piccolo museo accessibile ai visitatori.

## Sviluppo della scienza clinica
Nella Gran Bretagna del dopoguerra, l’approccio medico cambiò radicalmente: grazie al lavoro di medici e infermieri della sanità pubblica si registrava un aumento del tenore di vita, le malattie mortali dell’infanzia erano state quasi del tutto debellate, la tubercolosi sembrava essere stata ormai “sconfitta” dalle migliori condizioni di vita e lavoro e dagli antibiotici.
Nei suoi primi anni, la fisiologia era troppo rudimentale per avere applicazione clinica e nella fattispecie quella britannica era in ritardo rispetto a quella continentale: in Europa la ricerca dipendeva principalmente dalle università, mentre quella britannica dipendeva economicamente soprattutto dalla volontà pubblica; perciò essa necessitava di finanziamenti da parte dei governatori o comunque di uomini facoltosi.
Nella Gran Bretagna del XX secolo, però, le tecniche di ricerca in ambito fisiologico e medico furono affinate: verso la metà del 1900, si arrivò addirittura a praticare la nefrectomia su un coniglio, bloccando l’arteria renale con una clip di metallo.

### Cardiologia
Il St. Mary divenne un ospedale all’avanguardia dal punto di vista cardiologico quando, nel 1939, George Pickering ottenne la cattedra di medicina. Pickering, nominato cavaliere dalla Regina Elisabetta II nel 1957
, rivolse la sua attenzione allo studio della pressione sanguigna e a una sua forma patologica: l’ipertensione. Pickering era convinto che la causa dell’ipertensione fosse chimica, a differenza di altri ricercatori che credevano che la causa risiedesse nel sistema nervoso. Pertanto, quest'ultimo eseguì una serie di esperimenti, impiegando ormoni come l’adrenalina e l’istamina, non riuscendo ad ottenere però alcun risultato. Anni prima, nel 1898, due tedeschi avevano dimostrato che la pressione sanguigna dei conigli aumentava quando veniva iniettato loro un enzima secreto dalle cellule renali, chiamato renina. Nel 1937 Pickering e Myron Prinzmetal (cardiologo e collezionista di libri di storia della medicina che per primo ha descritto l’angina, che prende appunto il suo nome) confermarono gli esperimenti del '98, mostrando l’effetto pressorio della renina.
Tuttavia, successivamente, due gruppi di ricercatori indipendenti dimostrarono che non era la renina di per sé ad agire sulla pressione sanguigna, bensì si trattava di un altro enzima, l’angiotensina.La corsa era ora per saperne di più su queste sostanze sfuggenti: la renina e l’angiotensina.
La nomina di Pickering segnò una svolta per il St. Mary. Stanley Peart, all'epoca studente di medicina, dichiarò:
(Stanley Peart)
Invece, George Bonney disse che
(George Bonney)
Da queste parole emerge chiaramente la descrizione di un nuovo approccio didattico e medico sviluppatosi al St. Mary. La maggior parte degli studenti, però, preferiva un insegnamento dogmatico vecchio stile per superare gli esami. Nonostante ciò gli studenti migliori, quelli non corteggiati dal fascino della chirurgia, vennero inseriti come ricercatori nel progetto sull’ipertensione di Pickering.
Uno di questi fu Stanley Peart, che fu il primo a dimostrare il rilascio di noradrenalina dopo la stimolazione dei nervi simpatici e che ebbe un ruolo centrale nello sviluppo del programma di trapianto renale presso il St. Mary. All’età di trentatré anni Peart ottenne una cattedra al St. Mary e lavorò con Pickering per comprendere i meccanismi del sistema renina-angiotensina.

### Epidemiologia e Farmacologia
Geoffrey Rose è stato uno dei principali epidemiologi della Gran Bretagna: laureatosi al St. Mary, fu assistente di Pickering e aiutò Peart per uno studio clinico sul trattamento dell’ipertensione lieve. Pickering aveva discusso sull’affidabilità della pressione misurata dagli infermieri: Rose definì regole dettagliate affinché la misurazione risultasse oggettiva.
La nuova epidemiologia iniziò a esaminare le persone sane con la stessa intensità che in precedenza aveva riservato ai malati; era stato il caso di una linea di ricerca emersa dall’unità medica di Pickering-Peart: un’indagine sull’ipertensione in Kenya. Se, come suggerito dagli epidemiologi clinici, l’ipertensione si poteva considerare una malattia legata all’ambiente e allo stile di vita, allora la sua patogenesi poteva essere compresa meglio comparando società e individui. Gli studiosi del St. Mary collaborarono con i ricercatori del Kenya per studiare gli effetti della migrazione sulla pressione sanguigna. Lo studio sottolineò come la società urbana moderna  (e lo stress da essa provocato) fosse essa stessa patogena.
Intanto, diventava sempre più chiaro che l’azione dei farmaci necessitava di uno studio più accurato: nel 1980 il St. Mary creò un dipartimento di farmacologia clinica, la cui cattedra fu affidata a Peter Sever. Il dipartimento era minuscolo ma era destinato a diventare una delle più grandi scuole, con una cinquantina di dipendenti.

### Unità chirurgica
Lo sviluppo dell’unità medica aiutò l’unità chirurgica a introdurre la chirurgia vascolare. Le fondamenta di questo lavoro vennero gettate da Felix Eastcott, uno degli studenti migliori di Moran e assistente del direttore dell’unità chirurgica del St. Mary (1950-51).
Grazie a lui il St. Mary divenne un centro di fama internazionale per la chirurgia vascolare: uno dei tanti successi fu la tromboendoarterectomia dell’arteria carotide nel 1954; tale procedura divenne famosa a livello internazionale e fu ampiamente imitata per prevenire l’ictus.
Un'altra sfida per la chirurgia dell’epoca era il trapianto di rene. Cherry Wise e Elizabeth Carless, due infermiere del St. Mary, raccontarono che un uomo con insufficienza renale aveva ricevuto un rene dalla moglie. Quest’ultima disse a Cherry Wise che
(Cherry Wise)
Nel 1959 l’équipe del St. Mary iniziò a lavorare con i reni prelevati da giovani sani che erano morti inaspettatamente e verso la metà degli anni ’60 riuscì ad avere una fiorente squadra di trapianti con risultati migliori della media.

### Anatomia e fisiologia
Dal 1911 fino al 1940 J.Ernest Frazer diresse il dipartimento di anatomia, come uno dei principali centri di insegnamento e ricerca anatomica a Londra, pur con un budget ridotto e assistenza minima. Quest'ultimo scrisse il suo libro "The Anatomy of the Human Skeleton" in un piccolo laboratorio dell'ospedale e diventò uno dei principali embriologi del suo tempo. Di fatto Frazer invitò gli alunni della scuola a inviargli degli embrioni, fino a raccoglierne una collezione incomparabile che illustrava lo sviluppo embrionale normale e anormale, e che attirò studenti brillanti, come Ida Mann, che ne fece uso per scrivere il primo studio inglese sull'embriologia dell'occhio.
Nel dipartimento di fisiologia, invece, emerse la figura di Victor Wynn, arrivato al St. Mary nel 1950. Quest'ultimo sviluppò e perfezionò una serie di tecniche per misurare l’attività metabolica, come lo scambio osmotico tra le cellule e gli equilibri del pH. Senza le misurazioni di Wynn, l’unità chirurgica non si sarebbe mai potuta sviluppare. I suoi studi sulla ritenzione dei liquidi e sull’escrezione risultarono fondamentali per lo sviluppo del lavoro sui reni al St. Mary. Inoltre, egli scoprì i gravi effetti collaterali dell’uso di steroidi anabolizzanti a scopo terapeutico: ecco perché tale pratica venne rapidamente ridotta. Inoltre, Wynn fu uno dei primi a studiare gli effetti a lungo termine della pillola contraccettiva e a collegarla alla trombosi.

### Pediatria ed ostetricia
Il fisiologo Arthur St George Huggett si interessò principalmente di fisiologia fetale e placentare. Uno dei suoi esperimenti prevedeva l'immersione di una pecora in un bagno caldo: avrebbe mantenuto il feto fuori dalla madre per studiarne lo scambio metabolico. Pose così le basi per la ricerca sullo sviluppo neonatale, in collaborazione con il dipartimento di ostetricia.
Nel 1948 due ospedali pediatrici locali si unirono al gruppo di insegnamento del St. Mary. Nel gennaio del 1949, sotto Reginald Lightwood  (specializzato nell’acidosi renale dei neonati), fu formata un’unità accademica in pediatria. Nel 1951 furono creati i primi laboratori e un programma di ricerca sulla respirazione neonatale. Successivamente Sir George Pinker, consulente della famiglia reale, insistette affinché i figli del principe e della principessa del Galles nascessero nell’Ala Lindo: si trattò dei primi eredi reali a nascere nel St. Mary.

## Membri della famiglia reale inglese nati al St. Mary's
- Alexander Windsor, conte di Ulster (nato nel 1974) - figlio del duca e della duchessa di Gloucester
- Lady Davina Windsor (nata nel 1977) - figlia del Duca e della Duchessa di Gloucester
- Peter Phillips (nato nel 1977) - figlio della Principessa reale Anna e Mark Phillips
- Lord Frederick Windsor (nato nel 1979) - figlio del principe Michael di Kent e di Marie Christine von Reibnitz
- Lady Rose Gilman (nata nel 1980) - figlia del duca e della duchessa di Gloucester
- Zara Phillips(nata nel 1981) - figlia della Principessa reale Anna e Mark Phillips
- Lady Gabriella Kingston (nata nel 1981) - figlia del principe Michael di Kent e di Marie Christine von Reibnitz
- Principe William, duca di Cambridge (nato nel 1982) - primo figlio di Carlo, Principe del Galles e Diana Spencer, Principessa del Galles
- Principessa Teodora di Grecia e Danimarca (nata nel 1983) - figlia del re Costantino II di Grecia e Anna Maria di Danimarca
- Principe Harry, duca di Sussex (nato nel 1984) - secondo figlio di Carlo, principe del Galles e Diana Spencer, principessa del Galles
- Edward Windsor, Lord Downpatrick (nato nel 1988) - figlio di George Windsor, conte di St Andrews e Sylvana Windsor, contessa di St Andrews
- Principe George di Cambridge (nato nel 2013) - primo figlio del principe William, duca di Cambridge, e Catherine, duchessa di Cambridge
- Principessa Charlotte di Cambridge (nata nel 2015) - figlia del principe William, duca di Cambridge e Catherine, duchessa di Cambridge
- Principe Louis di Cambridge (nato nel 2018) - secondo figlio del principe William, duca di Cambridge e Catherine, duchessa di Cambridge